# ニンガル
ニンガル（Ningal）は、シュメール神話におけるヨシの女神。エンキとニンギクルガ（Ningikurga）の娘で、月神シンとの間に、太陽神ウトゥと金星の女神イナンナやイシュタルをもうける（イシュタルに関しては異説あり）。主にウル出土の文献にて言及され、もともとはメソポタミア南部の湿地帯に暮らす牛飼いの間で信仰されていた神だったと考えられている。
ニンガルは、「偉大なる女王」の意（"Nin"は貴婦人・女王を、"Gal"は偉大なるを表す）。

## 画像
ニンガルのアッカド語楔形文字表記法。

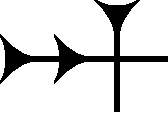
限定符、神の名。
"Nin"、貴婦人・女王。
"Gal"、偉大なる。